# Albin Palmlöv
Fritz Albin Palmlöv, även skrivet Palmlöf, född 17 december 2001, är en svensk före detta fotbollsspelare.

## Karriär
Palmlövs moderklubb är Sidsjö-Böle IF. Därefter spelade Palmlöv för Kubikenborgs IF innan han sommaren 2016 gick till GIF Sundsvall.
Palmlöv gjorde allsvensk debut för GIF Sundsvall den 28 maj 2019 i en 2–1-förlust mot Malmö FF, där han blev inbytt i den 86:e minuten mot Maic Sema.
Den 25 februari 2022 meddelade han att fotbollskarriären på elitnivå var över, på grund av bristande motivation efter skadeproblematik, och kontraktet med GIF Sundsvall bröts. Den 1 mars 2022 presenterades att han skrivit på för division 4-klubben Selånger SK. Palmlöv gjorde sex mål på sju matcher under säsongen 2022 då Selånger SK kvalificerade sig för kval till Division 3. Han gjorde två mål på tre matcher i kvalspelet och hjälpte klubben att bli uppflyttade till Division 3.
I augusti 2023 återvände Palmlöv till GIF Sundsvall och skrev på ett halvårskontrakt med klubben. Efter säsongen 2023 valde han att återigen avsluta sin fotbollskarriär.